# Phantom (Berlijn)

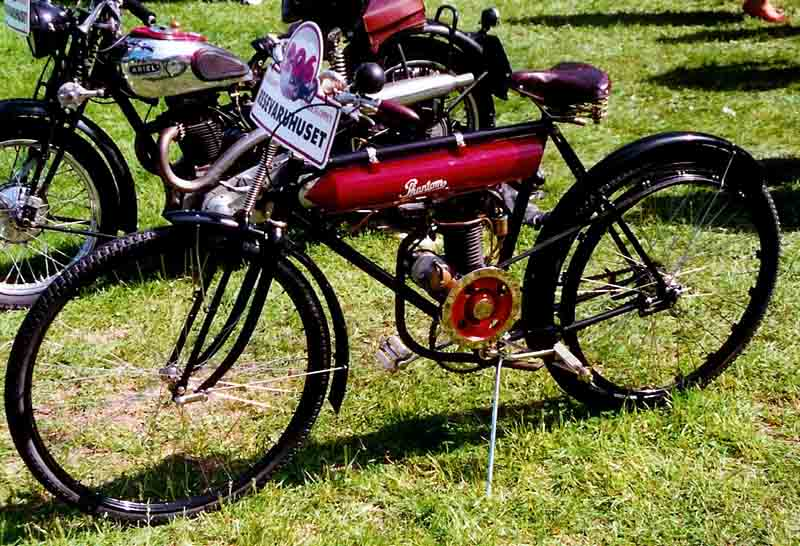
Phantom uit 1920

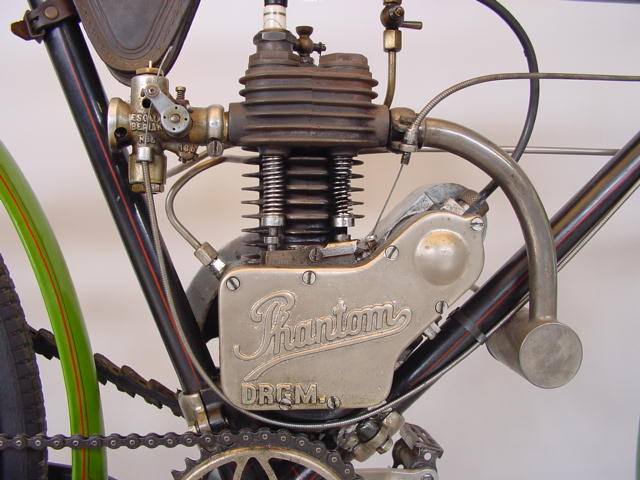
Phantom zijklepmotor uit 1920

Phantom is een historisch merk van motorfietsen.
De bedrijfsnaam was Phantom-Werke, Engen & Auders, later Phantom motoren-Fabrik, Gebr. Henke & Bittner, Berlin-Neukölln Men produceerde motorfietsen van 1920 tot 1928.
Aanvankelijk bouwde dit Duitse merk eigen 148-, 198- en 246 cc motoren in, later werden er JAP-motoren van 173- tot 490 cc ingekocht. Alle blokken hadden zijkleppen.
- Er bestaat nog een merk met de naam Phantom, zie Phantom (Verenigde Staten)